# Ichnocarpus frutescens
Ichnocarpus frutescens är en oleanderväxtart som först beskrevs av Carl von Linné, och fick sitt nu gällande namn av William Townsend Aiton. Ichnocarpus frutescens ingår i släktet Ichnocarpus och familjen oleanderväxter. Inga underarter finns listade i Catalogue of Life.